# Lễ hội Xúp ở Kraków
Lễ hội Xúp được tổ chức từ năm 2002 thường niên vào cuối tháng 5 tại Plac Nowy ở khu Kazimierz, Kraków, Ba Lan.

## Giới thiệu
Các nhà hàng ở khu vực Kazimierz chuẩn bị nhiều loại xúp khác nhau cho khách tham gia nếm thử. Trên sân khấu có các buổi hòa nhạc do các ban nhạc đến từ nhiều vùng của Ba Lan biểu diễn. Ban tổ chức sẽ chọn ra một món xúp ngon nhất để trao giải, đáp ứng các điều kiện do nhà tổ chức (nhà hát KTO) đặt ra. Những người tham gia Lễ hội sẽ chuẩn bị tối thiểu 10 lít xúp (cá nhân), các nhà hàng ít nhất 30 lít. Những người tham gia cuộc thi đều được thưởng thức xúp miễn phí. Xúp được đánh giá bởi Hội đồng do Robert Makłowicz và Piotr Bikont làm chủ tịch, và ba người giỏi nhất được trao giải Vàng, Bạc và Đồng Patera.
Trong lần lễ hội đầu tiên, món "Xúp im lặng" (zupa niema) của Izabela Różycka đã giành chiến thắng. Cô chỉ là một đầu bếp nghiệp dư, chỉ nấu ăn tại nhà cho chồng và ba đứa con.
Trong mùa lễ hội thứ 2, món "Xúp Toro" đã giành giải cao nhất, được thực hiện bởi Galeria Wina (xúp Toro cà chua và tỏi Tây Ban Nha).
Trong mùa thứ 3, món "Xúp thiên đường" (rajski żurek z pierożkami) được nấu bởi Jan Kanty Pawluśkiewicz.
Mùa thứ 4, món "Xúp Cam cả rốt" "Pomarańczowo-marchewkowa" được nấu bởi nhóm Flower Power đã giành chiến thắng.
Mùa thứ 5, món Xúp Oliw đến từ Nhà hàng "Moment Cafe" đã giành chiến thắng ở giải cao nhất.

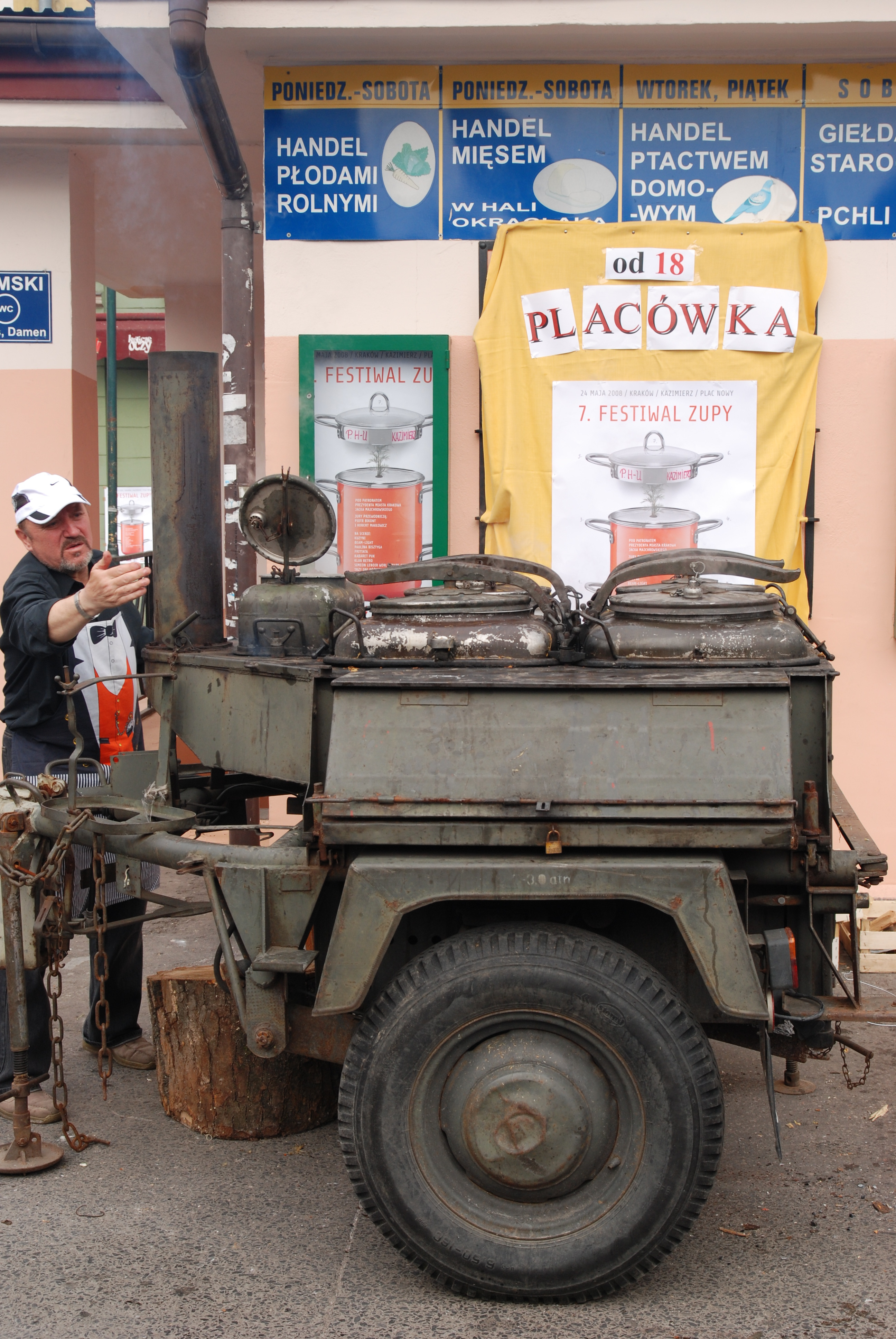
Lễ hội Xúp 2008
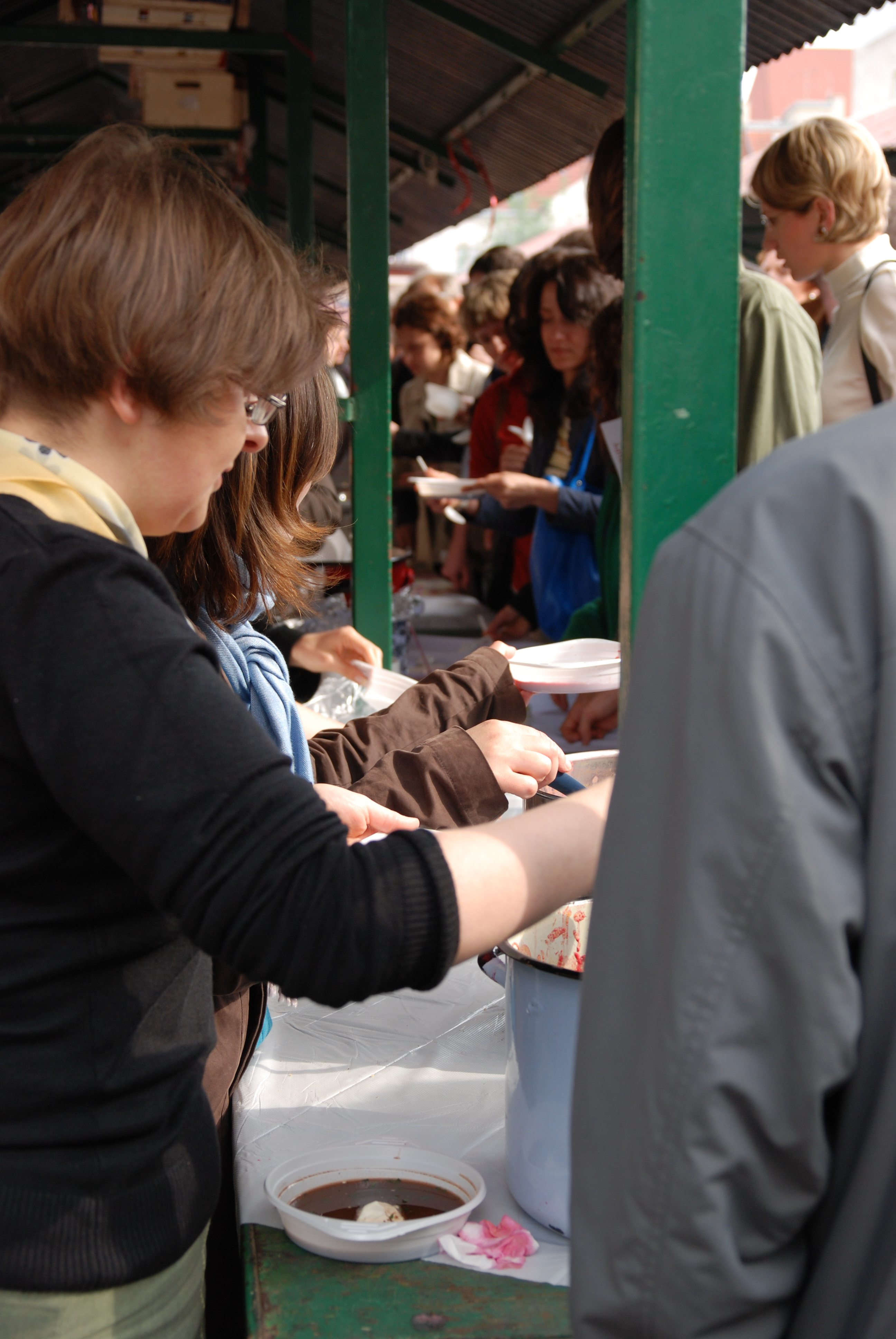
Chủ nhân các món xúp đang cho các thực khách thưởng thức

## Liên kết
- VIII Międzynarodowy Festiwal Zupy tuż, tuż!
- Wyborcza.pl
- 8. Międzynarodowy Festiwal Zupy